# 1926 у кіно

## Фільми
- Тарас Трясило
- Троє негідників

## Персоналії

### Народилися
| Січень     |  |                              |  |                                                                             |  |  |
| 15 січня   |  | Марія Шелл                   |  | швейцарська акторка австрійського походження                                |  |  |
| 24 січня   |  | Жорж Лотнер                  |  | французький кінорежисер, сценарист, продюсер                                |  |  |
| 27 січня   |  | Інгрід Тулін                 |  | шведська акторка                                                            |  |  |
| Лютий      |  |                              |  |                                                                             |  |  |
| 16 лютого  |  | Джон Шлезінгер               |  | британський кінорежисер, лауреат премії «Оскар» (1969)                      |  |  |
| Березень   |  |                              |  |                                                                             |  |  |
| 11 березня |  | Георгій Юматов               |  | радянський кіноактор, народний артист РРФСР (1982)                          |  |  |
| 11 березня |  | Євген Шутов                  |  | радянський і російський актор театру і кіно, народний артист РРФСР (1980)   |  |  |
| 21 березня |  | Андре Дельво                 |  | бельгійський кінорежисер                                                    |  |  |
| 23 березня |  | Арчіл Ґоміашвілі             |  | радянський кіноактор, народний артист Грузинської РСР (1966)                |  |  |
| Квітень    |  |                              |  |                                                                             |  |  |
| 13 березня |  | Еллі Ламбетті                |  | грецька акторка                                                             |  |  |
| Травень    |  |                              |  |                                                                             |  |  |
| 10 травня  |  | Кирило Рапопорт              |  | кіносценарист і драматург                                                   |  |  |
| 10 травня  |  | Татосов Володимир Михайлович |  | російський актор. Заслужений артист Росії (1975)                            |  |  |
| 24 травня  |  | Юрій Пузирьов                |  | радянський і російський актор театру і кіно, заслужений артист РРФСР (1969) |  |  |
| Червень    |  |                              |  |                                                                             |  |  |
| 1 червня   |  | Мерилін Монро                |  | американська кіноактора, співачка, продюсерка, письменниця                  |  |  |
| Вересень   |  |                              |  |                                                                             |  |  |
| 2 вересня  |  | Євген Леонов                 |  | радянський і російський актор театру і кіно, народний артист СРСР (1978)    |  |  |
| 14 вересня |  | Тер-Татевосян Джон           |  | вірменський композитор. Народний артист Вірменії (1981)                     |  |  |
| Жовтень    |  |                              |  |                                                                             |  |  |
| 18 жовтня  |  | Клаус Кінскі                 |  | німецький актор театру і кіно                                               |  |  |
| 22 жовтня  |  | Спартак Мішулін              |  | радянський і російський актор театру і кіно, народний артист РРФСР          |  |  |
| Грудень    |  |                              |  |                                                                             |  |  |
| 8 грудня   |  | Резо Чхеїдзе                 |  | грузинський актор, кінорежисер                                              |  |  |
| 15 грудня  |  | Нікос Кундурос               |  | грецький кінорежисер, сценарист, продюсер                                   |  |  |
| 16 грудня  |  | Яворська Надія Василівна     |  | українська режисерка по монтажу                                             |  |  |

- 20 січня — Патріція Ніл, американська акторка.
- 6 лютого:
  - Заманський Володимир Петрович, радянський, російський актор театру і кіно.
  - Панасенко Федір Лукич, український актор театру та кіно.
- 11 лютого — Леслі Нільсен, американський комедійний актор.
- 13 лютого — Лисецький Сергій Опанасович, український кінооператор і кінорежисер.
- 19 лютого — Махотін Павло Володимирович, радянський та російський актор театру і кіно.
- 5 березня — Малиновський Юрій Петрович, радянський, російський кінооператор.
- 16 березня — Джеррі Льюїс, американський комік, кіноактор, співак, сценарист, режисер та продюсер.
- 21 березня — Вокач Олександр Андрійович, радянський актор театру та кіно.
- 5 квітня — Роджер Корман, американський режисер та продюсер.
- 6 квітня — Шальнов Павло Олександрович, радянський та російський актор.
- 9 квітня — Сафонов Всеволод Дмитрович, радянський російський актор театру та кіно.
- 21 квітня — Король Рената Степанівна, радянська та українська кіноредакторка та телесценаристка.
- 4 травня — Василькова Зоя Миколаївна, радянська і російська акторка театру і кіно.
- 6 травня — Пузирьов Юрій Миколайович, радянський актор театру і кіно.
- 8 травня — Мишкова Нінель Костянтинівна, радянська російська акторка театру і кіно.
- 9 травня — Лицканович Олена Федорівна, радянська українська акторка театру і кіно.
- 15 травня — Трошин Володимир Костянтинович, радянський і російський співак, актор театру і кіно.
- 30 травня — Агапова Ніна Федорівна, радянська і російська акторка театру і кіно.
- 17 червня — Микола Миколайович Єременко, білоруський актор.
- 18 червня — Слісаренко Леонід Олексійович, радянський і український актор.
- 28 червня:
  - Мел Брукс, американський режисер, сценарист, композитор, комік, актор і продюсер.
  - Карапетян Артем Якович, радянський і російський актор театру та кіно, майстер дубляжу.
- 10 липня:
  - Слабинський Петро Іванович, радянський і український художник кіно.
  - Фред Гвінн, американський актор, художник, автор.
- 28 липня — Макарова Інна Володимирівна, радянська і російська акторка.
- 7 серпня — Шабаєв Микола Васильович, радянський і український кінооператор комбінованих зйомок.
- 12 серпня — Коїдзумі Хіросі, японський актор.
- 23 вересня — Гурзо Сергій Сафонович, російський актор.
- 24 вересня — Рудін Володимир Костянтинович, радянський, український актор театру і кіно, режисер.
- 9 жовтня — Євстигнєєв Євген Олександрович, радянський актор театру і кіно.
- 15 жовтня — Джин Пітерс, американська акторка.
- 26 жовтня — Кашпур Володимир Терентійович, радянський і російський актор театру й кіно.
- 1 листопада — Ріккардо Гарроне, італійський актор театру та кіно, режисер.
- 8 листопада —  Ариніна Людмила Михайлівна, радянська, російська акторка театру і кіно.
- 25 листопада — Джеффрі Гантер, американський актор.
- 27 листопада — Норейка Лаймонас, радянський і литовський актор.
- 7 грудня — Вельямінов Петро Сергійович, російський актор театру і кіно.
- 8 грудня — Додо Чічінадзе, радянська і грузинська акторка.
- 12 грудня — Маренков Володимир Петрович, радянський актор.
- 18 грудня — Ташков Євген Іванович, радянський, російський кінорежисер, сценарист, актор.
- 22 грудня — Павлова Софія Афіногенівна, радянська російська акторка театру і кіно.
- 26 грудня — Савінова Катерина Федорівна, радянська російська акторка.

### Померли
- 23 серпня — Рудольф Валентіно, американський актор.